# Josep Maria Montserrat Martí
Josep Maria Montserrat i Marti ( 1955 -) es un botánico español. Desarrolla su actividad científica en el Herbario BC de plantas vasculares, del Instituto Botánico de Barcelona (CSIC-Ayuntamiento de Barcelona) del que ha sido director. Ha realizado expediciones botánicas en España y Marruecos

## Algunas publicaciones
- j Molero, jm Montserrat i Marti. 1983. Contribución al conocimiento de la flora del Sistema Ibérico septentrional. Collect. Bot. 14 : 347-374

### Libros
- josep maria Montserrat i Martí, oriol de Bolòs. 1990. The new botanic garden of Barcelona. Ed. Institut Botànic de Barcelona. 30 pp.
- 1986. Flora y vegetación de la Sierra de Guara (Prepirineo Aragonés). Volumen 1 de Naturaleza en Aragón. Ed. Diputación General de Aragón, Departamento de Agricultura, Ganadería y Montes. 334 pp. ISBN 8450547911
- C Aseginolaza Iparragirre, D Gómez García, JM Montserrat i Martí, G Morante Serrano, PM Uribe-Echebarría Díaz. 1987. Plantas del País Vasco y Alto Ebro. Centuria II. Exsiccata de los herbarios: JACA, VIT y el particular de C. Aseginolaza. 23 pp. En línea Archivado el 4 de marzo de 2016 en Wayback Machine.

- La abreviatura «J.M.Monts.» se emplea para indicar a Josep Maria Montserrat Martí como autoridad en la descripción y clasificación científica de los vegetales.[2]